# Vincent Tulli
Vincent Tulli (París, 5 de febrero de 1966) es un ingeniero de sonido, montador de sonido, mezclador de sonido y actor francés.

## Filmografía
- 2009: Chanel & Stravinsky de Jan Kounen.
- 2008: 8 - Ocho (el segmento"La historia de Panshin Beka") de Jan Kounen.
- 2007: L'auberge Rouge (Albergue rojo) de Gérard Krawczyk.
- 2007: Sur ma ligne de Rachid Djaidani.
- 2006: No Body Is Perfect de Raphaël Sibilla.
- 2006: Paris, je t'aime de Bruno Podalydès, Gurinder Chadha, Gus Van Sant, Joel Coen & Ethan Coen, Walter Salles, Christopher Doyle, Isabel Coixet, Nobuhiro Suwa, Sylvain Chomet, Alfonso Cuarón, Olivier Assayas, Oliver Schmitz, Richard LaGravenese, Vincenzo Natali, Wes Craven, Tom Tykwer, Gérard Depardieu, Alexander Payne.
- 2005: La Vie est à nous! de Gérard Krawczyk.
- 2005: Unleashed – Entfesselt (Danny the Dog) de Louis Leterrier.
- 2004: Yes de Sally Potter.
- 2003: Cheeky de David Thewlis.
- 2003: Taxi 3 de Gérard Krawczyk.
- 2003: Ong-Bak: El guerrero Muay Thai' de Prachya Pinkaew.
- 2003: Comme tu es de Véronique Séret.
- 2003: Silver moumoute de Christophe Campos.
- 2002: Transporter de Louis Leterrier.
- 2001: El beso del dragón de Chris Nahon.
- 2000: D 907 de Pascal Guérin.
- 2000: Los ríos de color púrpura (Les rivières pourpres) de Mathieu Kassovitz.
- 1999: Juana de Arco de Luc Besson.
- 1998: Charité biz'ness de Thierry Barthes et Pierre Jamin.
- 1998: Taxi express de Gérard Pirès.
- 1997: XXL de Ariel Zeitoun.
- 1997: Une femme très très très amoureuse de Ariel Zeitoun.
- 1997: Assassin(s) de Mathieu Kassovitz.
- 1997: Le Milliardaire de Julien Eudes.
- 1997: Shabbat night feve de Vincent Cassel.
- 1996: L'appartement de Gilles Mimouni.
- 1995: Une femme dans la nuit de Eric Woreth.
- 1995: El odio (La haine) de Mathieu Kassovitz.
- 1995: Le Cauchemar d'une mère de Eric Woreth.
- 1993: Empreintes de Camille Guichard.
- 1990: Fierrot le pou de Mathieu Kassovitz.

## Premios
- 1995: Nominada al César du meilleur son por El odio (La haine) de Mathieu Kassovitz.
- 1999: Vencedor César du meilleur son por Taxi express de Gérard Pirès.
- 2000: Vencedor César du meilleur son por Juana de Arco de Luc Besson.
- 1999: Nominada al César du meilleur son por Los ríos de color púrpura (Les rivières pourpres) de Mathieu Kassovitz.
- 2000: Vencedor Golden Reel Award (USA) por Juana de Arco de Luc Besson.